# Cirkus Bukowsky
Cirkus Bukowsky je český kriminální televizní seriál produkovaný Českou televizí. Režie se ujal Jan Pachl, který je autorem scénáře a spolu s Josefem Vieweghem se podílel také na námětu. První šestidílná série charakteru road movie, s hlavní postavou psychologa Nestora Bukowského, měla premiéru v roce 2013. V šesti volně navazujících částech získal větší prostor poručík Kuneš.
Pojetí série odráží temný styl moderní severské kriminálky s pomalejším vinutím děje. Obě dvě části seriálu spojuje především titulní postava kriminalisty poručíka Kuneše, který ve druhé sérii pokračuje ve spolupráci s dalším hlavním hrdinou Nestorem Bukowskym, když se objevily nové skutečnosti v případu vraždy mladé Edity Tiché. K této dějové lince z první části série přibyl další průvodní kriminální motiv – aranžované vraždy jako nešťastné náhody. 
V roce 2013 vyjádřil autor Jan Pachl záměr natočit kriminální spin-off nazvaný Rapl s hlavní postavou vyšetřovatele Kuneše. Česká televize vyprodukovala a odvysílala daný seriál, čítající třináct epizod, v roce 2016.

## Děj

### První řada

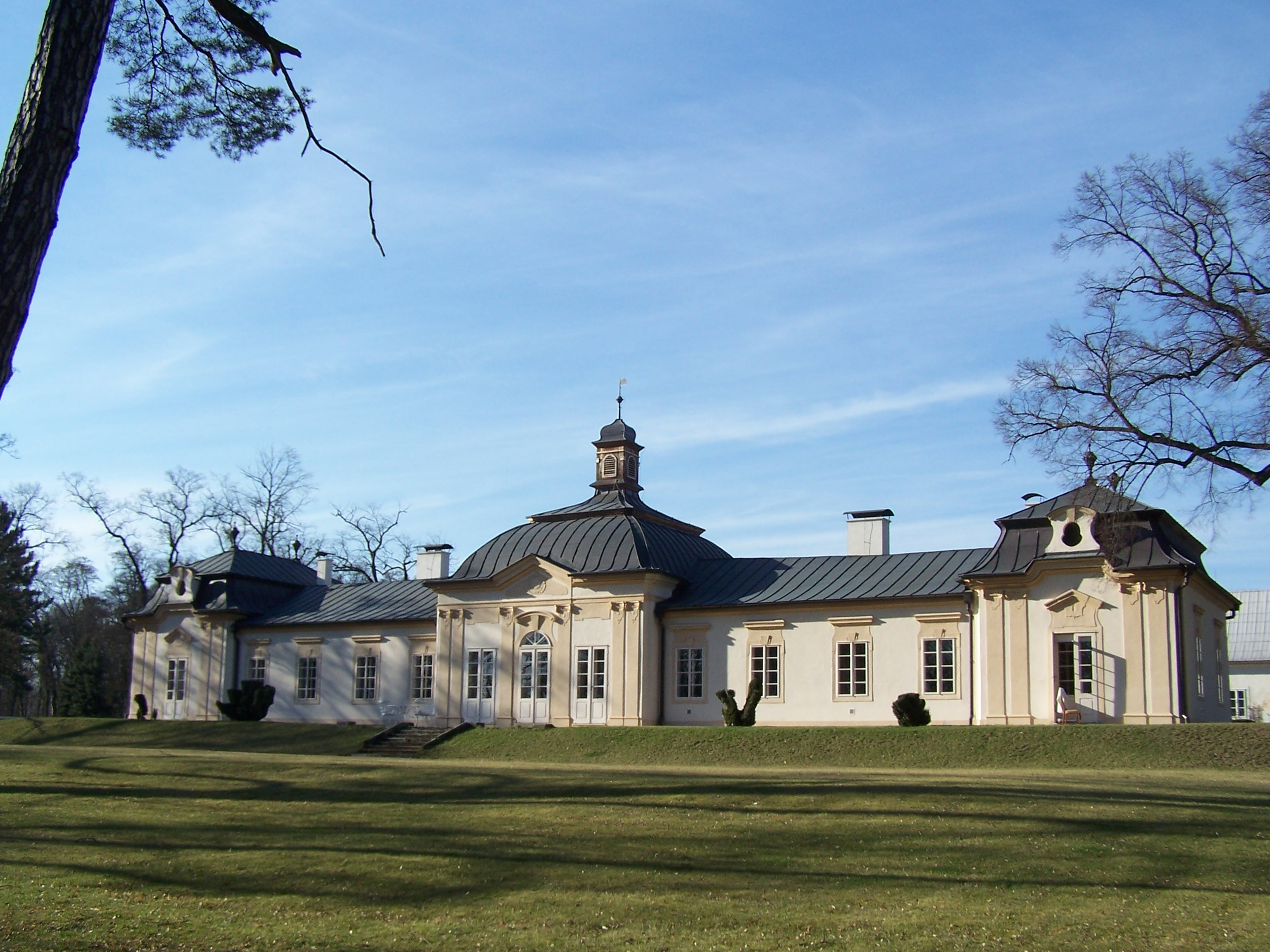
Lovecký zámeček Bon Repos posloužil za domovské sídlo Andrey, manželky Bukowského

Psycholog Nestor Bukowsky (Pavel Řezníček) prožívá víceméně monotónní život odborného asistenta filozofické fakulty a proutníka, dlouhodobě podvádějícího manželku Andreu (Vanda Hybnerová) s více ženami. Mezi ně patří nadřízená na katedře (Nela Boudová), stejně jako studentka Edita Tichá (Adéla Petřeková). Když z jejího mobilu obdrží zneklidňující zprávu, vydává se nočním městem za ní. V bytě však nalézá pouze mrtvé tělo. Vyšetřováním tohoto případu je pověřen samotářský poručík Kuneš (Hynek Čermák). Bukowsky se stává hlavním podezřelým.

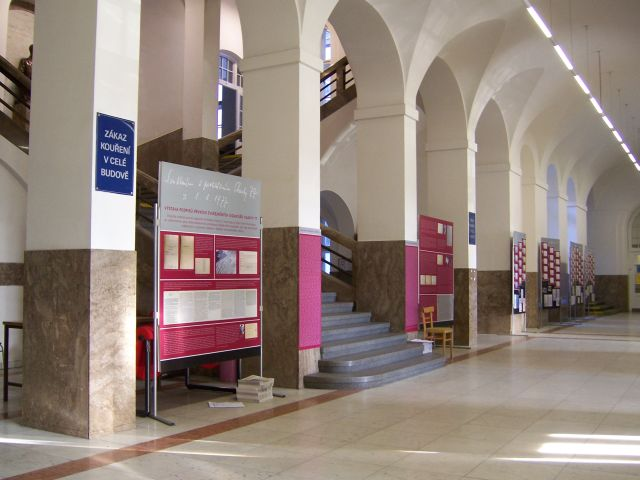
Nestor Bukowsky přednášel psychologii na filozofické fakultě. Několik scén se odehrálo v interiéru budovy Filozofické fakulty Univerzity Karlovy

Ve stejné době spadne psychologovi do náruče dědictví po neznámé tetě, o níž nikdy předtím neslyšel. Advokát a bývalý cirkusák Zachar (Bohumil Klepl) sděluje, že mu byl odkázán také třetinový podíl v cirkusu Coltello i s maringotkou. Vzhledem ke vztahu s posluchačkou fakulty, musí školu dočasně opustit. Poté, co se o nevěře dozvídá zámožná manželka Andrea, uchyluje se bez domova k cirkusu.
Kuneš má dlouhodobé problémy s alkoholem. Šéf kriminálky major Srnka (Jan Vlasák) jej podmíněně suspenduje a očekává jeho nástup do protialkoholní léčebny. Další kriminalista, bezcharakterní poručík Bartáček (Michal Dlouhý), naléhá na uzavření případu úmrtí Tiché s výsledkem sebevražda. Ve své snaze je úspěšný, když žádné indicie nenasvědčují cizímu zavinění. Bukowsky však hodlá očistit své jméno. Postupně se sbližuje s Kunešem. Dva „ztroskotanci života“ rozjíždějí pátrání na vlastní pěst.
Prověřují Editina partnera Prozaca (Rostislav Novák ml.), dýdžeje prodávajícího drogy. Jeho sledováním odhalují mladíkovu zálibu. Své partnerky vždy omámí, poté nahé fotí a povyražení zakončuje sexem. Dvojice uvažuje o možnosti namíchání smrtícího koktejlu, který mohl Prozac studentce podat. Při honičce na střeše klubu, však drogový dealer padá ze žebříku, a umírá. Oba hlavní hrdinové se dostávají do cely předběžného zadržení na základě Bartáčkova rozkazu.

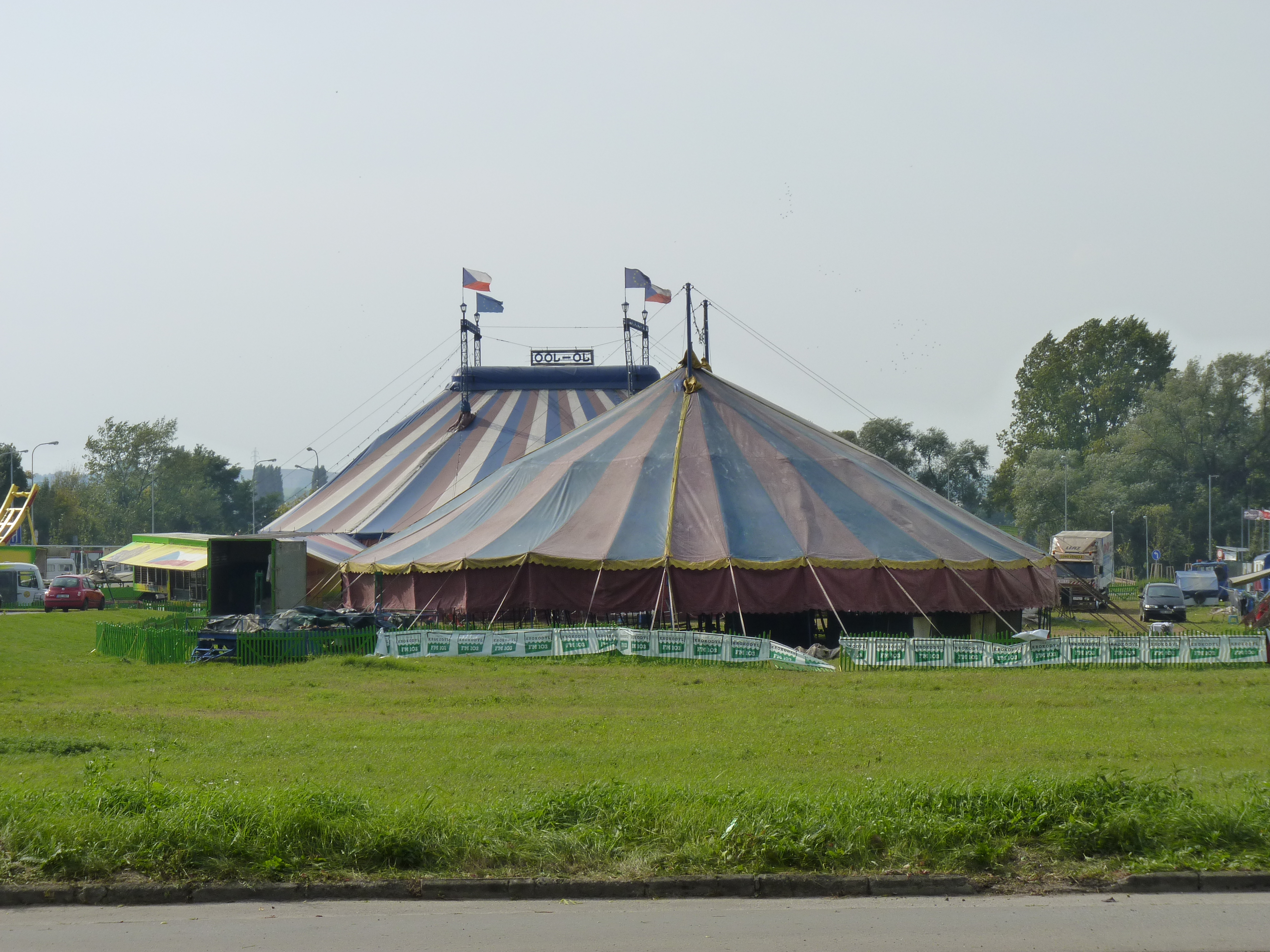
Národní cirkus Jo-joo propůjčil pro natáčení jeden ze tří stanů se zázemím

Bukowskému se daří prolomit heslo v Editině mobilu. Zjišťuje, že měla svého stalkera, který ji posílal oplzlé esemesky. Stopa jej přivádí do Děčína, odkud dívka pocházela. Její kamarádka a místní novinářka Simona (Eva Kodešová) mu poskytuje tipy na spolužáky z gymnázia, a upozorňuje na boxera Mikyho Lébla (Štěpán Benoni), který před nedávnem vyšel z lapáku. Tato stopa se ukazuje jako slepá, když se k původu zpráv přiznává jeden z bývalých spolužáků – odmítaný „ctitel“, který je posílal vždy opilý.
Do pozornosti se dostává Editin nevlastní otec, děčínský velkopodnikatel Tichý (Jaromír Hanzlík), jemuž jdou ve městě na ruku. Bukowsky se od další přítelkyně zavražděné dívky Darii (Teresa Branna) dozvídá o deníku, který si psala. Poté, co jej nalézá, začíná se mu mozaika skládat dohromady. Edita v něm neskrývala nenávist vůči Tichému, který ji měl v mládí znásilnit. Kuneš mezitím nastupuje odvykací léčbu, z níž utíká, když se psycholog dostává do úzkých.
Stalker je zabit dvojicí rabijáků pracujících pro Tichého. Esemeskou z mobilu zavražděného pak vylákají Bukowského do bytu, omámí jej éterem a obě bezvládná těla posadí do vozu stojícího na nočních kolejích. Psycholog nabývá vědomí krátce před blížícím se vlakem a ze smrtelné pasti uniká.
Kuneš získává jednoho z rabijáků, boxera Miky Lébla, ke spolupráci proti Tichému. Druhý z nich, osobní strážce Hakim (Martin Hub), však hodlá vyplnit podnikatelův rozkaz, zbavit se dotěrného Bukowského. Po nočním únosu z maringotky, si psycholog v lese kope hrob. Když jej chce nad ránem Hakim zastřelit, Lébl se vrhá na zbraň a rána končí vedle. Rvačku mezi oběma parťáky ukončuje až Bukowsky úderem lopaty do Hakimovy hlavy. Jeho záměr vypořádat se s boxerem hatí Kuneš, který noční dění monitoroval, když pronásledoval auto únosců.
Štěnice nastrčená Kunešem v kanceláři podnikatele přináší důkaz o propojení Bartáčka a Tichého, jenž za úplatu požadoval zastavení vyšetřování.
Plánovanou lstí se do rukou Bartáčka dostává Editin deník. Předpoklad snahy jeho zpeněžení vychází. Již za policejního dohledu přijíždí poručík, který má po Srnkovi převzít vedení oddělení, do Děčína. Usiluje o předání tohoto nepřímého důkazu Tichému. Podnikatel se s ním setkává ráno v loděnici. Při transakci si poručík všimne členů útvaru rychlého nasazení na střeše. Rychle přechází na krizový plán a s pistolí v ruce Tichého zatýká. Ten mu však vpálí smrtelnou ránu do břišní krajiny. Poté se podnikatel snaží uniknout ve voze. Krátká honička končí jeho utonutím, když s autem padá do Labe.
Psychologova manželka Andrea dále trvá na rozvodu. Bukowsky tak může pomýšlet na vznikající vztah s bývalou akrobatkou Vesnou (Marika Šoposká), dcerou principála cirkusu Luky (Predrag Bjelac).

### Druhá řada
Profesionální sériový vrah útočí v pražském metru, v němž cestujícím pomáhá k pádu pod přijíždějící soupravy, se snahou maskovat činy jako nehody. Masmédia mu přišila přezdívku „šváb“. Ostře sledovanou kauzu řeší mordparta pod vedením poručíka Kuneše. Tomu však stále nedává spát případ Edity Tiché, jenž byl úředně úspěšně uzavřen.

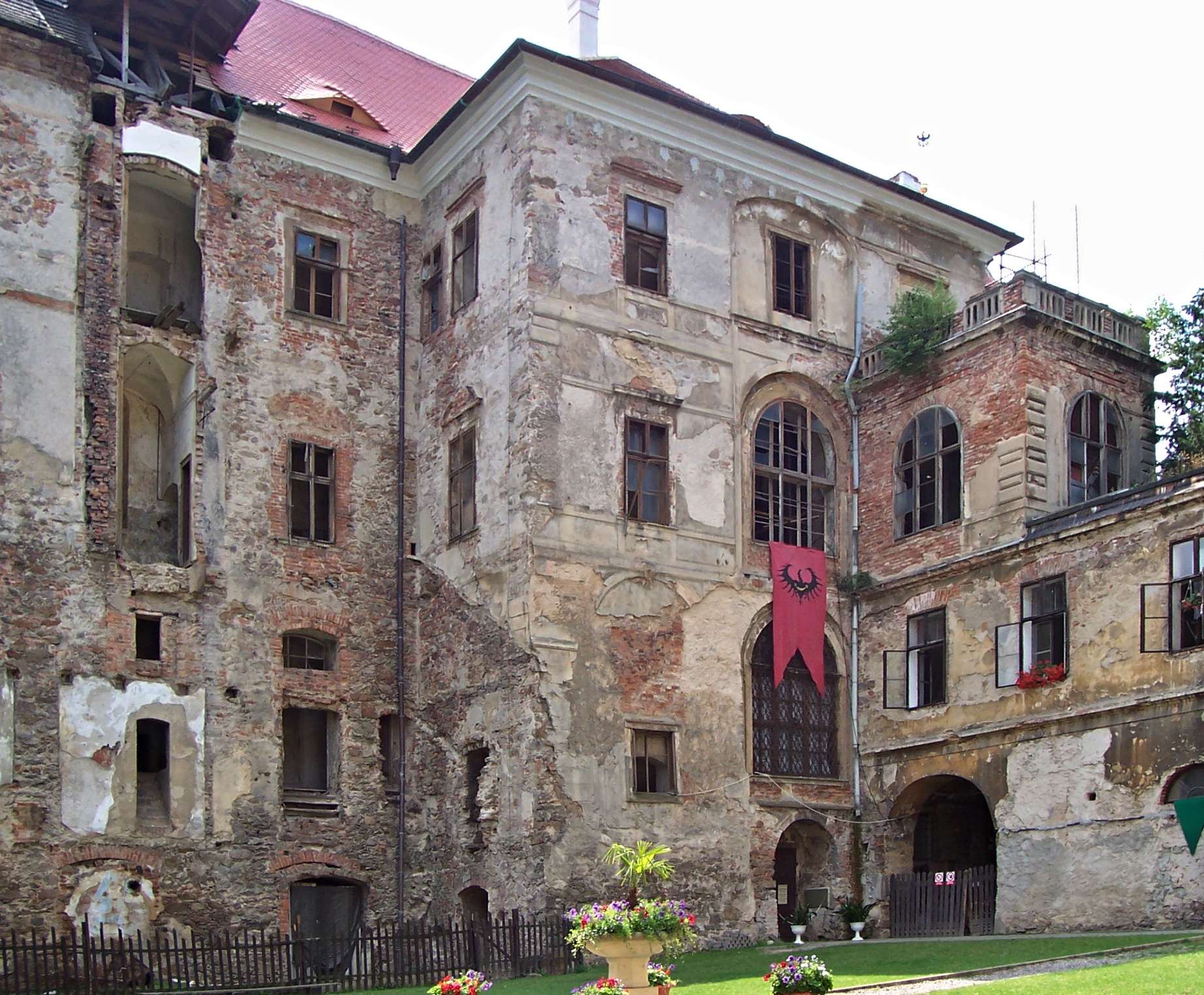
Zámek Jezeří představoval základnu ekologického hnutí Potopa

Mafiána Čingyho navštěvuje advokát Hartman, který podmiňuje zaplacení druhé splátky dokončením zakázky. Bukowsky je stále naživu. Přes zimu žije v maringotce s Vesnou a torzem cirkusu na pražské periferii. Přesvědčen, že temné údobí má již za sebou. Svůj omyl pochopí ve chvíli, když si na prahu maringotky zapaluje cigaretu. Masivní výbuch plynu jej odmršťuje. Vesnu vynáší z hořících útrob Luka, jenž se na Vánoce vrátil z německé štace. Dvojice je převezena do nemocnice. Psycholog se nad partnerkou ležící v bezvědomí dovídá novinu o druhém měsíci těhotenství. Poté, co se snaží uprchnout, rozhodne se ho Kuneš doma ukrýt před světem. Policie vydává falešnou zprávu o úmrtí obou členů páru. Zdá se, že v centru útočníkova zájmu nestála po celou dobu Edita, ale psycholog. Dokladem toho je i nález proříznuté hadice plynu, příčiny výbuchu maringotky.
Z dálničního přejezdu padá vysokoškolačka Adéla Tomanová vracející se na kolej a umírá. Podezřelý je šváb. Poručík vyslýchá jejího přítele, který se s ní daný večer rozešel. Vyšetřovatelům však nesděluje pravdu, když tvrdí že rozchod inicioval on, ani že s ní nenastoupil do metra. Kamerový systém odhalil jeho přítomnost. Doznání k vraždě činí až po falešné informaci, že byl na mostě vyfocen dálničním radarovým snímačem rychlosti.

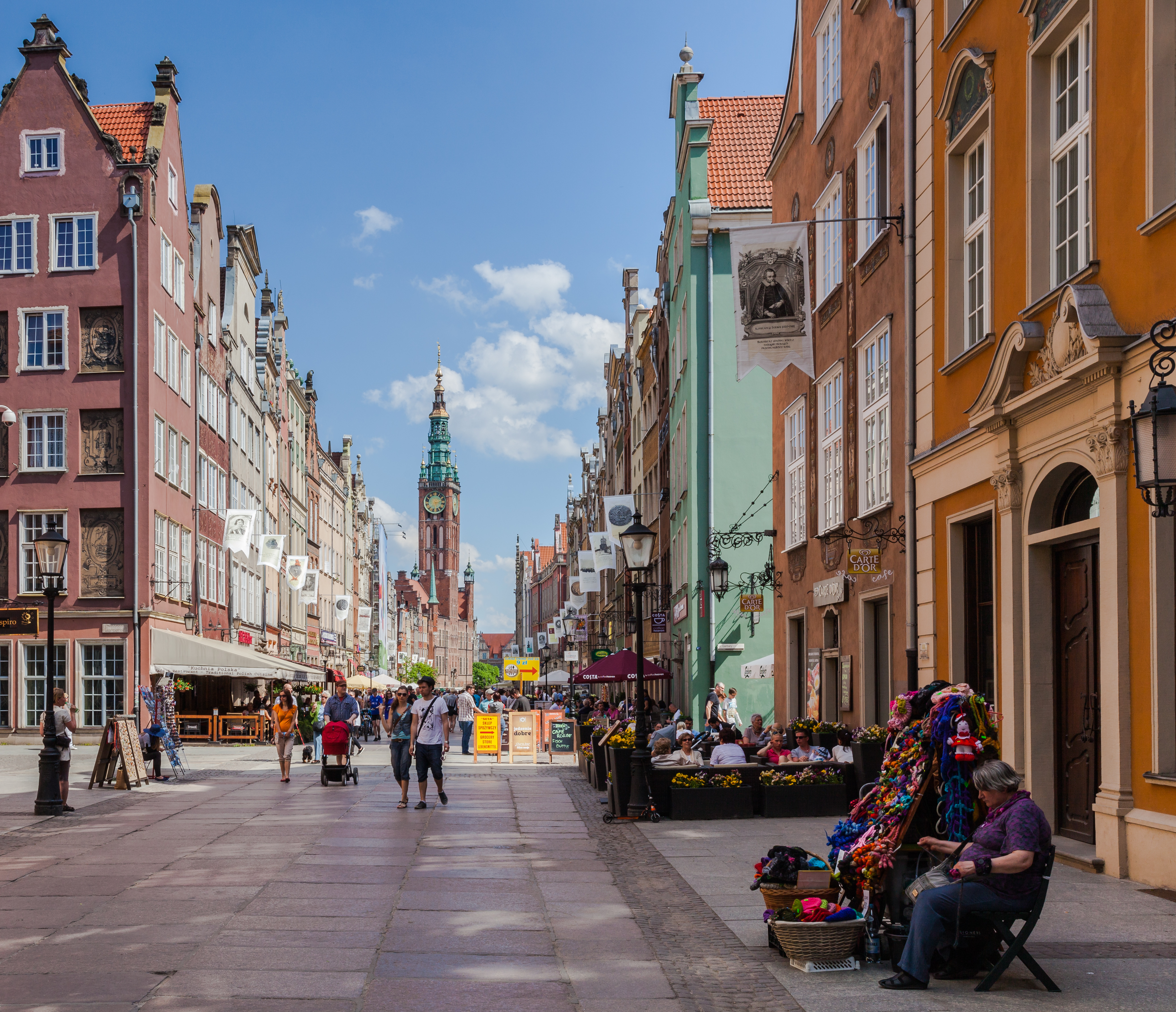
V ulicích Gdaňsku Bukowsky neúspěšně stíhal Dariu

U svého hostitele Bukowsky objevuje fotografii demonstrující Edity, vedle níž stojí polský spolužák z filozofie Tadeusz Koch. Telefonátem na fakultu zjišťuje, že posluchač ukončil studium den po její vraždě. V knihovně dohledává informace, že v ekologické organizaci Potopa působila také jejich kamarádka Daria, která mu zalže, že si na Tadeusze nepamatuje.
Psycholog se vydává na sever do Polska, aby se jednou provždy pokusil rozplést nejasnosti. Cestou nabírá dvě stopařky směřující do sídla Potopy. Využívá šance a daří se mu získat snad stále platnou adresu studenta. Na schodišti gdaňského domu, v němž by měl Koch žít, naráží na Dariu. Po krátké honičce mu však dívka prchá na odjíždějícím lodním spoji. Nezbývá než se vloupat do bytu. Stopy vedou na Helskou kosu, kde se milenci z Prahy ukrývají. Poté, co je psycholog nachází a ohrožuje revolverem, Tadeusz vypoví svou verzi Editina příběhu. Skrze Potopu společně vydírali jejího zámožného otce. V den, kdy zemřela mu Tichý vyraboval byt a student ze strachu okamžitě opustil Prahu.

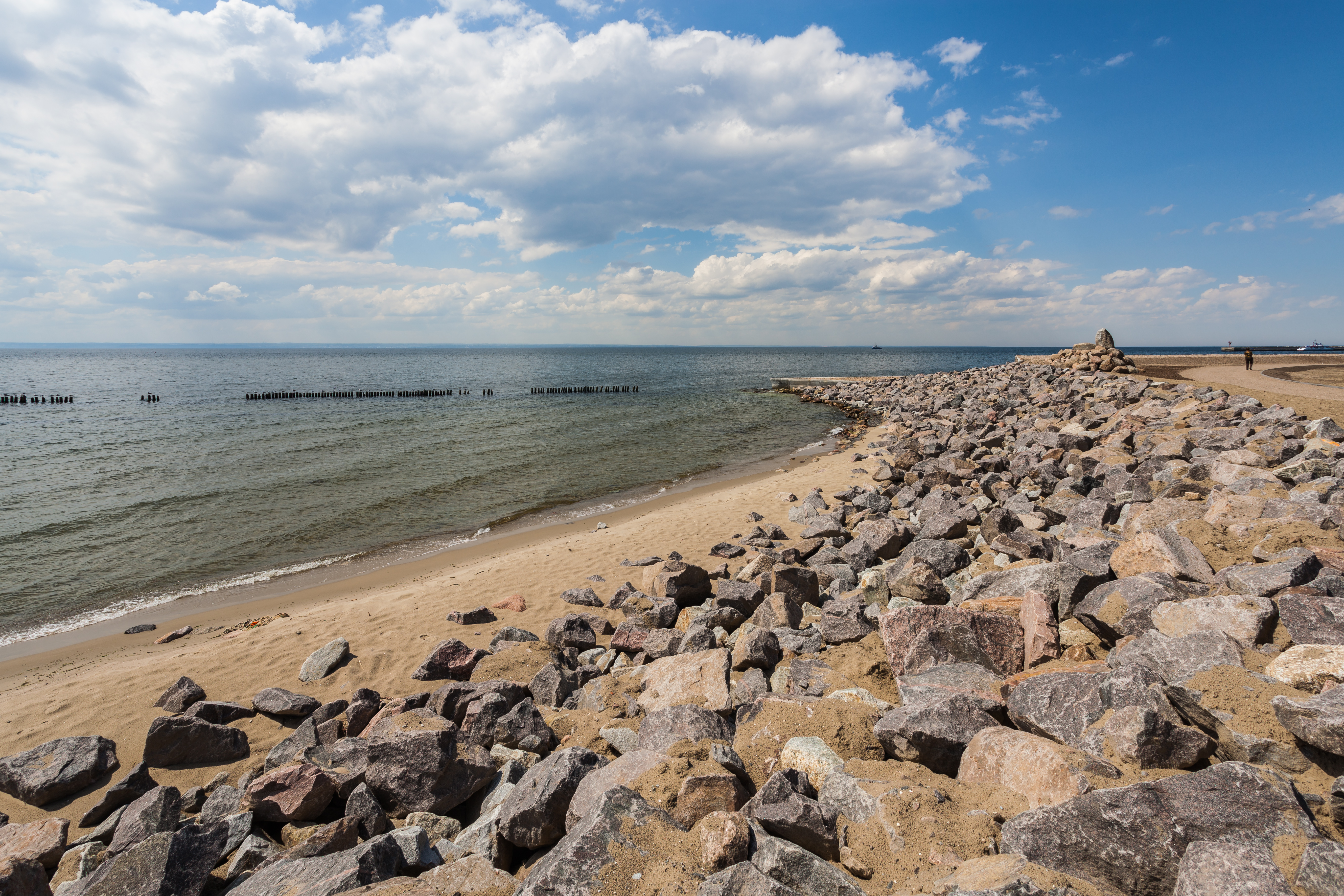
Na Helské kose dostihl Bukowsky dvojici milenců Tadeusze s Dariou

Kuneš má plán jak vystopovat švába. Na základě podezření žádá boxera Miky Lébla, aby objednal jeho vraždu u mafiánů z Čingyho okolí, agentury SFA provozující taxislužbu. Počítá s tím, že vykonavatelem bude právě hledaný vrah. Do utajené akce je vtažen i vedoucí oddělení Srnka, který přes prvotní odpor dodává požadovanou částku půl milionu ze své pojistky. Po předání peněz oba kriminalisté pronásledují auto směřující k vrahově vilce. V objektu dochází ke střetu a šváb s penězi prchá. Srnka dostává další infarkt a v nemocnici umírá. Novou šéfkou vražd se stává, namísto plánovaného Kuneše, nezkušená npor. Gabriela Hvozdíková z vnitřního oddělení. Šváb odměnu ukládá do skříňky úschovny na hlavním nádraží. Lébl dle plánu trvá na dokončení objednávky. Znejistělý vrah však na doporučení Čingyho zametá stopy. Mikyho napadne v tréninkovém centru. Po ochromení taserem boxer umírá pádem do šachty.
Hartman, zastupující Andreu a spravující majetek manželů, získává výhodným realitním obchodem miliony korun, které ukrývá v bytě Bukowských. Současně se připravuje na opuštění země. Když psycholog zjišťuje, že jej manželka nechala sledovat očkem z agentury SFA, podezírá ji z objednávky své vraždy. Andrea se po zadržení doznává pouze k incidentu a údajnému zabití Edity, kterou navštívila v noc její smrti. Při rvačce dívka narazila na hranu stolu a upadla do bezvědomí. Záležitost pak dořešil přivolaný Hartman. Edita však zemřela na předávkování. Smrtící koktejl jí namíchal advokát a následným telefonátem zatáhl do událostí Bukowského, což již Andree nesdělil. Tím si ji také zavázal.

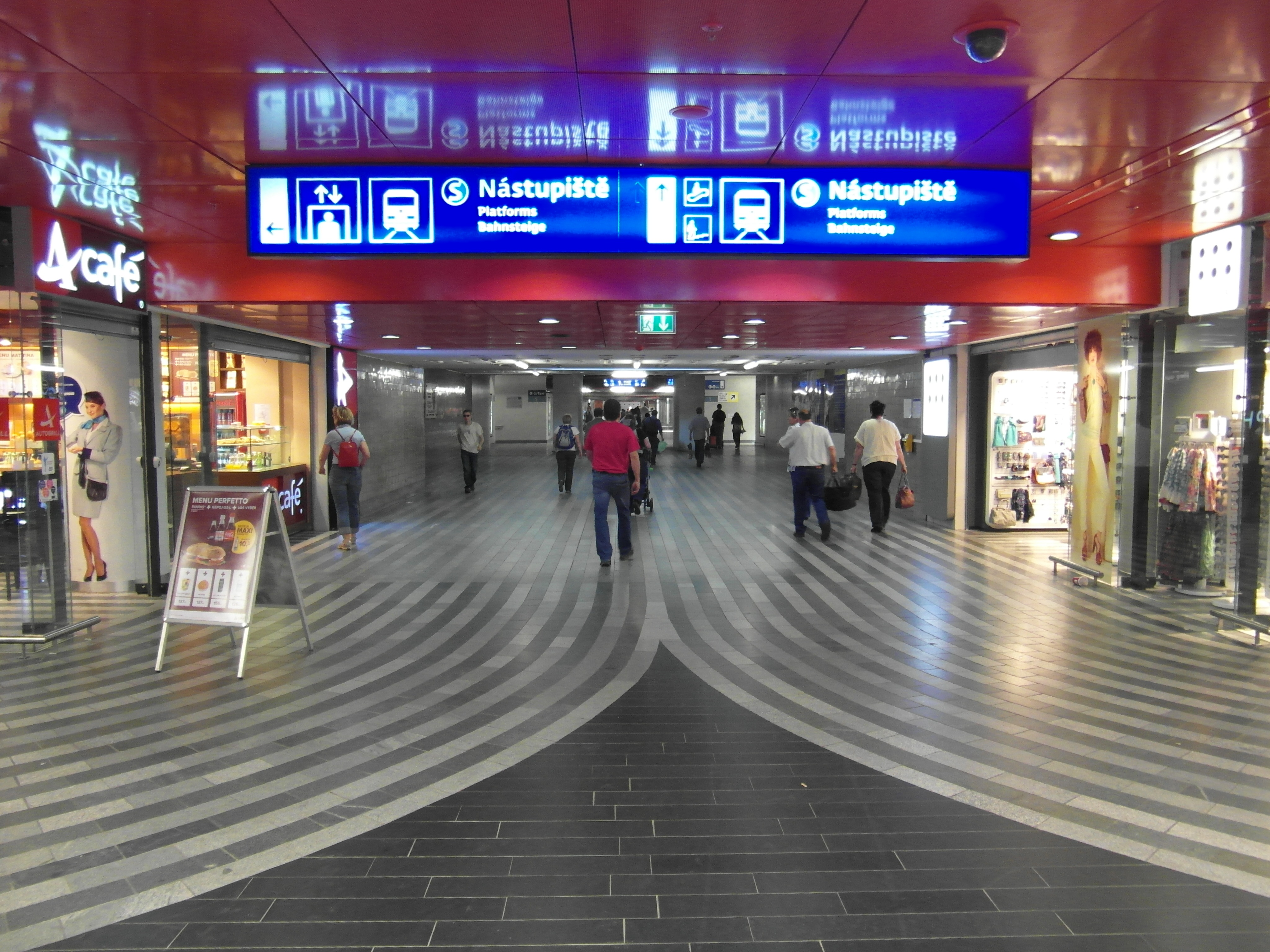
V prostorách pražského hlavního nádraží se odehrála jedna ze závěrečných scén, pátrání po sériovém vrahovi „švábovi“

Kuneš se rozhoduje navštívit soukromého detektiva z FSA, jenž sledoval Lébla. V domě jej však nachází už mrtvého. Přítomen na místě je však stále i šváb, který po kontaktu ujíždí poručíkovým vozem. Policie monitoruje švábovu tašku – nyní již s falešnými penězi, když se jí předtím Srnkovy finance podařilo zajistit od nádražního lapky. Luka, jenž odposlouchává radiovou policejní komunikaci, zachycuje rozjíždějící se akci na hlavním nádraží. Vydává se tam i s Nestorem. Vrah se dostává k brašně s penězi a oděn do mundúru uklízeče nastupuje do vlaku. Zahlédnut je však Bukowským, jenž upozorňuje i Luku. Při průjezdu rychlíku tunelem šváb omračuje Nestora taserem, ale cirkusový vrhač nožů mu zasazuje smrtelnou ránu do krku.
Během přestávky výslechu Andrey jí právník předává utišující léky. Podezřelá umírá během převozu do vazební věznice. Medikament obsahoval jed. Policie začíná pátrat po Hartmanovi. Bezcharakterní advokát zadušuje polštářem matku a mizí ve chvíli příjezdu zásahovky. Ta odhaluje jeho plánovaný večerní odlet. Obsazení letiště však vychází naprázdno. Hartman si namísto toho jede pro ukryté miliony do bytu Bukowských, kde nalézá psychologa. Poté, co jej drží svázaného v šachu, mu sděluje motivaci k jeho zabití a získání majetku rodiny. Švába si najal, aby odstranil Bukowského – polovičního vlastníka majetku pocházejícího od Andrey. Když na podlaze rozlije benzín a škrtne sirkou, daří se Nestorovi vymanit ze smyčky. V boji však padá a hledící do hlavně pistole očekává smrt. Výstřel však ukončuje život advokáta, když se za jeho zády zjevuje poručík Kuneš. Jediný z policistů pochopil, že se plánovaný odlet neuskuteční. Po nálezu Bukowského hlasové zprávy se za ním rozjel do bytu.
Psycholog odjíždí zahájit novou životní etapu po boku uzdravující se těhotné Vesny.

## Obsazení

### Role v obou řadách
| Pavel Řezníček  | Nestor Bukowsky |
| Hynek Čermák    | Kuneš           |
| Marika Šoposká  | Vesna           |
| Jan Vlasák      | Srnka           |
| Bohumil Klepl   | Zachar          |
| Predrag Bjelac  | Luka Coltello   |
| Vanda Hybnerová | Andrea          |
| Adéla Petřeková | Edita Tichá     |
| Karel Dobrý     | Hartman         |
| Štěpán Benoni   | Miky Lébl       |
| Jana Pidrmanová | Pokorná         |
| Teresa Branna   | Daria           |

| Matěj Hádek      | Žďárský           |
| Šárka Vaculíková | Markéta           |
| Jiří Untermüller | kardiolog         |
| Lukáš Jůza       | Tejc              |
| Petra Bojko      | Zachová           |
| Barbora Mottlová | bankovní úřednice |
| Jan Teplý ml.    | fachman           |
| Jiří Wohanka     | patolog           |
| Klára Cibulková  | exmanželka Kuneše |
| Norbert Lichý    | Čingy             |
| Barbora Mudrová  | Markéta           |

### Role v první řadě
| Michal Dlouhý       | „Barťák“ Bartáček |
| Jaromír Hanzlík     | Tichý             |
| Nela Boudová        | šéfka katedry     |
| Kristína Farkašová  | terapeutka        |
| Martin Hub          | Hakim             |
| Rostislav Novák ml. | Prozac            |
| Martin Sitta        | Jarek             |
| Michal Gulyáš       | pacient Robert    |
| Hynek Chmelař       | psychiatr         |
| Jiří Havel          | soudce            |
| Jakub Albrecht      | Vondráček         |
| Dana Marková        | Vondráčková       |

| Denisa Chalupová       | prostitutka        |
| Kateřina Juhasová      | sekretářka Tichého |
| Kristián Pekar         | Jindra Hošek       |
| Ondřej Mataj           | Robert Švarc       |
| Marie Kellnerová ml.   | Claudie            |
| Robin Sobek            | moderátor          |
| Jan Řičař              | výčepní            |
| Alena Konopíková       | Ťuťuová            |
| Helga Matulová-Čočková | ředitelka gymnázia |
| Eva Kodešová           |                    |
| Veronika Kubařová      |                    |
| Jakub Tlapák           |                    |

### Role ve druhé řadě
| Ondřej Malý         | Šváb                  |
| Michael Otřísal     | kněz                  |
| Kateřina Pechová    | Adéla Tomanová        |
| Jakub Snochowski    | Tadeusz Koch          |
| Petr Buchta         | Váchal                |
| Vladimír Mrva       | exekutor              |
| Pavel Krátký        | vymahač dluhů         |
| Filip Menzel        | fotograf              |
| Jan Pachl           | lékař ARO             |
| Petra Pudová        | sestra ARO            |
| Zuzana Dovalová     | sestra recepce        |
| Alena Konopíková    | prodavačka v kiosku   |
| Tomáš Šolc          | Blabolil              |
| Viktorie Budínská   | Johana                |
| Alice Schinabeková  | reportérka ČT         |
| Zuzana Drdácká      | narkomanka            |
| Lukáš Buchar        | prodavač              |
| Roman Bartoš        | policejní technik     |
| Filip Čapka         | Keler                 |
| Barbora Jánová      | Hanka                 |
| Alexander Podolkhov | prodavač z army shopu |
| Roman Mrázik        | zeměměřič             |
| Tomáš Jeřábek       | Max                   |

| Rudolf Kinský              | automechanik                |
| Miloš Čejchan              | taxikář                     |
| Ngo Trung Hai              | prodavač v tržnici          |
| Josef Pejchal              | bankovní úředník            |
| Dana Černá                 | npor. Hvozdíková            |
| Ladislav Beran             | kardiolog                   |
| Alena Procházková          | Srnková                     |
| Antonie Talacková Barešová | maminka                     |
| Katarzyna Anna Byrteková   | pokladní v přístavu         |
| Daniel Rous                | policejní velitel           |
| Marie Spurná               | Hartmanova matka            |
| David Friday               | developer                   |
| Lenka Daňková              | překladatelka               |
| Romana Goščíková           | realitní makléřka           |
| Martha Olšrová             | barmanka                    |
| Pavel Cajzl                | velitel zásahu              |
| Filip Trnka                | velitel bezpečnosti letiště |
| Michael Dymek              | policista                   |
| Roman Zloch                | policista                   |
| Josef Kropáček             | policejní sledování         |
| Vladimír Balvín            | policejní sledování         |
| Jakub Tlapák               | prodavač stromků            |

## Řady a díly
| Řada | Díly | Premiéra         | Premiéra          |
| Řada | Díly | První díl        | Poslední díl      |
| ---- | ---- | ---------------- | ----------------- |
| 1    | 6    | 30. října 2013   | 4. prosince 2013  |
| 2    | 6    | 1. prosince 2014 | 17. prosince 2014 |

## Produkce
Produkční práce 12dílné série pod vedením Ivany Jaroschy zahrnovaly natočení 380 motivů v rozmezí 137 natáčecích dnů, při nichž padlo 8 400 klapek. Celkově bylo obsazeno 74 herců a 908 komparzistů. Natáčení probíhalo na lokacích v Praze, Děčíně a Posázaví. K dalším exteriérům se zařadily zámeček Bon Repos, zámek Jezeří, Sokolov, polská Helská kosa nebo Gdaňsk, kde se odehrál díl druhé série. Cirkusové scény byly pořízeny v Národním cirkusu Jo-Joo.
První klapka padla 4. září 2012 a dotočná se konala v dubnu 2013. V děčínské loděnici byla v rámci natáčení využita paralelní konstrukce skutečné 100metrové lodi.

## Ocenění
- Mezinárodní televizní festival Bar, Černá Hora
  - kategorie hrané tvorby, nejlepší režie – Jan Pachl[8]
  - kategorie hrané tvorby, nejlepší střih – Petr Pauer[8]
- Finále Plzeň
  - Zlatý ledňáček – kategorie televizních dramat[9]

## Recenze

### První řada
Filmová kritička Mirka Spáčilová, která seriálu udělila hodnocení 75 %, mimo jiné ocenila jednotu stylizace, neustálou proměnu exteriérů na deštivém pozadí a symbiózu městské džungle s pouťovým prostředím cirkusu, když uvedla: „Generace vzývající vlnu severské krimi se konečně dočkala, přitom „bufeťácký“ nátěr Cirkusu Bukowsky neopisuje, zůstává až oddaně český.“ Kritice naopak vystavila zasazení korupční mafie do osobního příběhu a nekončící doprovodný monolog titulní postavy Bukowského.
Marek Staněk udělil seriálu hodnocení 80 %. Ocenil vizuální stránku díla, smysluplný a kvalitní scénář, kameru i režii. V recenzi napsal: „Na televizní obrazovce se mísí beznaděj hlavního hrdiny, tíživá atmosféra dobarvená vynikající kamerou a obrazem, který byl v postprodukci efektně upraven … forma nedrtí obsah. Znamená to, že vše do sebe skvěle zapadá.“

### Druhá řada
Druhou řadu Mirka Spáčilová ohodnotila 70 %, když sdělila, že je na stejné úrovni jako první série, tedy stejně dobrá. Nutné shrnutí děje v jednotlivých dílech bylo podle ní příliš dlouhé. Kvalitní obsah komentovala slovy: „Cirkus Bukowsky II zkrátka drží fazonu filmu noir, odlehčenou věcným humorem společné pánské domácnosti dvou ztracenců, kde zazní mimo jiné půvabná sentence o souboji papírové éry s internetem. Zvládá atmosféru, styl, umění detailu, napětí i klíčové mistrovství každé dobré detektivky na pokračování: probouzí totiž zvědavost na každý další díl.“

## Citáty
| „               | Cirkus Bukowsky vychází z anglosaského modelu dvou šestidílných serií, přičemž na konci té první se zdá, že je příběh zcela uzavřen. Mám rád severskou školu detektivek, která těží ze své jedinečnosti. | “ |
| — Josef Viewegh | |   |

| „           | Doufám, že se nám podařilo napsat originální příběh s výraznou atmosférou ve stylu noirových detektivek. A že ona atmosféra bude stejně silná jako samotný příběh. | “ |
| — Jan Pachl | |   |